# Jerzy Wielki Komnen
Jerzy Wielki Komnen (ur. 1255, zm. po 1284) – cesarz Trapezuntu od 1266 do 1280 roku. 

## Życiorys
Był najstarszym synem cesarza Manuela I i jego trzeciej żony Ireny Syrikainy. W polityce zagranicznej prowadził politykę antybizantyńską (sojusz z Karolem Andegeweńskim). Michał VIII Paleolog (1261–1282), po restauracji cesarstwa ze stolicą w Konstantynopolu, domagał się od Jerzego rezygnacji z tytułu cesarskiego. Został obalony w wyniku interwencji Mongołów z Persji. Po śmierci mongolskiego ilchana Abagi w 1282 roku został on wypuszczony z niewoli. Dwa lata później pojawił się w Trapezuncie, gdzie podjął nieudaną próbę odzyskania tronu.